# Centro de Lançamento de Alcântara
Koordinaten: 2° 19′ 3,2″ S, 44° 22′ 5″ W
Das Centro de Lançamento de Alcântara (CLA) ist ein brasilianischer Raketenstartplatz an der Atlantikküste bei Alcântara im Bundesstaat Maranhão. Es ist weltweit der am dichtesten am Äquator gelegene Startplatz.

## Lage
Die Errichtung eines neuen Startplatzes war notwendig, weil der bisherige Platz Barreira do Inferno bei Natal in einem zu dicht besiedelten Gebiet lag.
Die Wahl fiel auf eine Halbinsel bei São Luís, der Hauptstadt des Bundesstaates Maranhão. Das Gelände war sowohl zu Luft als auch zu Wasser leicht zugänglich und ermöglichte Starts mit verschiedenen Bahnneigungen. Die Nähe zum Äquator spart Treibstoff, weil die Erdrotation bei Starts nach Osten voll ausgenutzt werden kann.

## Einrichtungen
Der Weltraumbahnhof nimmt 620 Quadratkilometer ein. Auf dem Gelände befinden sich zwei Startrampen: eine für suborbitale Missionen bis zu 10 t Startmasse, die andere für die Trägerrakete VLS-1. Eine dritte Rampe ist für die ukrainische Rakete Tsiklon-4 im Bau. Daneben befinden sich auf dem Gelände auch Einrichtungen zur Vorbereitung der Nutzlasten, eine Wetterstation und eine Satelliten-Bodenstation.

## Bau und Betrieb
Der Bau begann im Jahre 1982 und kostete umgerechnet 470 Millionen US-Dollar. Die Einrichtung wurde am 21. Februar 1990 mit dem Start einer Höhenforschungsrakete vom Typ Sonda offiziell eingeweiht.
Seitdem erfolgten Starts der Typen Sonda 2 und Sonda 3, VS-40, VS-30, VSB-30 und Hanbit-TLV. In Zusammenarbeit mit der NASA wurden auch Raketen der Typen Viper Sphere, Nike Orion, Black Brant, Nike Tomahawk und Improved Orion gestartet.
Insgesamt erfolgten bisher über 50 Starts von suborbitalen Raketen. Zwei orbitale Startversuche der brasilianischen Rakete VLS-1 schlugen in den ersten Flugphasen fehl, so dass noch kein erfolgreicher Satellitenstart von Alcântara erfolgte.

## Unfall
Hauptartikel: Brasilianische Raketenexplosion
Am 22. August 2003 kam es zu einem Unfall, bei dem eine VLS-1-Rakete, die bereits auf der Startrampe stand und drei Tage später zwei Satelliten ins All bringen sollte, explodierte, als die Feststofftriebwerke vorzeitig zündeten. Bei der Explosion kamen 21 Menschen ums Leben, und ein Buschfeuer wurde ausgelöst. Der Rauch und der Explosionsknall waren bis nach São Luís wahrnehmbar. Dieser Unfall war ein großer Rückschlag für die Bestrebungen der Agência Espacial Brasileira bei der Entwicklung eines eigenen Raketentyps mit festem Brennstoff.

## Zusammenarbeit mit der Ukraine
Zeitweise war geplant, ukrainische Tsiklon-4-Raketen von Alcântara für kommerzielle Satellitenstarts zu nutzen. Hierzu wurde die binationale Organisation Alcantara Cyclone Space (ACS) gegründet. Die Grundsteinlegung für die neue Startrampe erfolgte am 9. September 2010. Brasilien zog sich jedoch 2016 aus dem Vertrag zurück.

## Umsiedlung der Bevölkerung
Die Bevölkerung in der Umgebung des Startplatzes besteht hauptsächlich aus Nachfahren von afrikanischen Sklaven und lebt in Dörfern, den so genannten Quilombos. Für den Bau des Raketenzentrums enteignete die brasilianische Regierung 503 Familien. 312 Familien wurden ab 1986 in sieben neu errichtete Dörfer umgesiedelt, wo sie allerdings ihren bisherigen Lebensstil nicht fortführen konnten, weil sie zu weit vom Meer entfernt wohnten und das Ackerland nicht fruchtbar genug war. Dies zerstörte die wirtschaftlichen, familiären, kulturellen und religiösen Gewohnheiten der Bevölkerung. Die Betroffenen haben inzwischen Organisationen gegründet, um ihre Forderungen nach angemessenen Entschädigungen zu unterstützen und eine erneute Enteignung bei der Erweiterung des Startgeländes zu vermeiden.